# Titularbistum Berenice
Berenice ist ein Titularbistum der römisch-katholischen Kirche. 
Es geht zurück auf einen untergegangenen Bischofssitz in der gleichnamigen antiken Stadt, die in der Spätantike in der römischen Provinz Libya Pentapolitana lag.
| Titularbischöfe von Berenice |                                             |                                            |                    |                   |
| Nr.                          | Name                                        | Amt                                        | von                | bis               |
| 1                            | Thomas Francis Hickey                       | Koadjutorbischof von Rochester (USA)       | 18. Februar 1905   | 18. Januar 1909   |
| 2                            | Ovid Charlebois OMI                         | Apostolischer Vikar von Keewatin (Kanada)  | 8. August 1910     | 20. November 1933 |
| 3                            | Alphonse Joseph Matthijsen (Matthysen) MAfr | Apostolischer Vikar von Lac Albert (Kongo) | 11. Dezember 1933  | 10. November 1959 |
| 4                            | Joseph Maria Phâm-Nang-Tinh                 | Apostolischer Vikar von Bùi Chu (Vietnam)  | 5. März 1960       | 24. November 1960 |
| 5                            | Antonius Hofmann                            | Koadjutorbischof von Passau (Deutschland)  | 20. September 1961 | 27. Oktober 1968  |

## Weblink
- Eintrag zu Titularbistum Berenice auf catholic-hierarchy.org